# Манёвр Вальсальвы
Манёвр Вальсальвы (итал. manovra di Valsalva) — процедура для выравнивания давления во внутренних полостях черепа (синусах, среднем ухе и т. д.) с давлением окружающей среды. Действия в ходе процедуры направлены на увеличение давления в глотке, чтобы воздух мог пройти по евстахиевым трубам в полость среднего уха.

Анатомия человеческого уха:
Наружное ухо: череп; слуховой канал; ушная раковина.
Среднее ухо: барабанная перепонка; овальное окно; молоточек; наковальня; стремечко.
Внутреннее ухо: полукружные каналы; улитка; нервы; евстахиева труба.

Манёвр заключается в попытке сделать сильный выдох при зажатом рте и носе.
Техника названа в честь Антонио Вальсальвы, болонского врача и анатома, изучавшего строение человеческого уха. Он описал евстахиеву трубу и сам манёвр, позволяющий протестировать её проходимость.
Вместе с воздухом в полость среднего уха может попасть инфекция, которая может вызвать воспаление — поэтому не рекомендуется совершать упражнение при простудных заболеваниях. Манёвр вызывает повышение кровяного давления, что опасно для людей, страдающих сердечными заболеваниями.
Автор книги про путешествия доктор Бен Макфарлейн рекомендовал применять манёвр Вальсальвы авиапассажирам для устранения неприятных ощущений при турбулентности или жёсткой посадке.
Для выполнения этой процедуры (известной среди водолазов как «продувка») при перепадах давления в космических и водолазных скафандрах, не позволяющих блокировать нос рукой, было разработано приспособление вальсальва, которое может также использоваться как «чесалка для носа».